# Rébus (povídka)
Rébus (v anglickém originále „Omnilingual“) je vědeckofantastická povídka amerického spisovatele H. Beam Pipera, která vyšla poprvé v roce 1957 v časopise Astounding Science Fiction. Česky vyšla ve sbírce Těžká planeta (Triton, 2005).
Pojednává o archeologické výpravě na Marsu, která se snaží rozšifrovat jazyk zdejší vyhynulé inteligentní civilizace.

## Postavy
- Marta Dane – archeoložka
- Sačiko Koremicu – archeoložka
- Selim von Ohlmhorst – archeolog
- Tony Lattimer – archeolog
- Hubert Penrose – velitel kosmické lodi
- kapitán Field – zpravodajský důstojník
- Sid Chamberlain – novinář z Vesmírné tiskové agentury
- Glorie Standishová – novinářka
- major Lindmann – strojní důstojník
- Ivan Fitzgerald – lékař
- kapitán Giequel
- Bill Chandler – zoolog
- Mort – laborant
- Jeff Miles – jeden z vojáků

## Děj
Archeologická expedice ze Země studuje vyhynulou civilizaci na Marsu. Jeho humanoidní obyvatelé vyhynuli před cca 50 000 lety. Archeoložka Marta Dane věří, že se jí podaří rozšifrovat marťanský jazyk, ačkoli už půl roku pracuje bez úspěchu na starých knihách a časopisech. Při práci jí pomáhají další archeologové, zkušený Selim von Ohlmhorst, mladá Sačiko Koremicu a dokonce i někteří z vojáků zajišťujících podporu mise. V opozici stojí egocentrický a arogantní Tony Lattimer, který nevěří, že se jí to podaří. Lépe řečeno má strach, že se to podaří, neboť si nárokuje slávu, která plyne z objevů na Marsu. Proto často dělá společnost novinářům Sidu Chamberlainovi a Glorii Standishové.
Vojáci probourají díru do velké budovy s kuželem na střeše. Záhy vyjde najevo, že jde o nějakou univerzitu a kužel na střeše je generátorem energie. Budova byla velmi dobře zapečetěna a archeologové si lámou hlavu s problémem „zamčeného pokoje“ (jak se obyvatelé dostali ven). Když Tony Lattimer objeví v jedné místnosti pozůstatky Marťanů, je po problému. Lattimer má navíc svůj objev. Na Marsu jsou také nalezeny další formy života, různí živočichové dýchající marťanskou atmosféru. Vyslaná jednotka při honbě za dalšími exempláři narazí na pásmo dýchatelného vzduchu.
Dr. Von Ohlmhorst, jenž byl původně skeptický v otázce rozluštění marťanského jazyka se po částečných úspěších rozhodne zůstat na Marsu a pokračovat v práci. Marta s ostatními nakonec objeví klíč, který je jejich „Rosettskou deskou“ – a sice periodickou tabulku prvků, která jim značně pomůže s rozšifrováním jazyka. Expedice slaví nebývalý úspěch.

## Publikace
Od data vydání byla povídka několikrát přetištěna v anglických sbírkách a antologiích:
- Prologue to Analog (1962, Doubleday)
- Analog Anthology (1965, Dobson)
- Great Science Fiction Stories About Mars (1966, Fredrick Fell)
- Apeman, Spaceman (1968, Doubleday)
- Mars, We Love You (1971, Doubleday)
- Where Do We Go from Here? (1971, Doubleday)
- The Days After Tomorrow (1971, Little Brown)
- Tomorrow, and Tomorrow, and Tomorrow... (1974, Holt, Rinehart and Winston)
- Science Fiction Novellas (1975, Charles Scribner's Sons)
- Federation (1981, Ace Books)
- The Great SF Stories: 19 (1957) (1989, DAW Books)
- The World Turned Upside Down (2005, Baen Books)